# Јекатерина Пироговска
Јекатерина Пироговска (рус. Екатерина Пироговская) је руска глумица, мимичар и кловн.

## Биографија
Пироговска је рођена у Маријупољу, Украјина. Глумила је у бројним студентским представама, где су јој саветовали да отпутује у велики град и тамо ради у професионалном позоришту. Након годину дана и консултација са мајком, отпутовала је у Сант Петербург и тамо уписала студије глуме.
Године 2009, Пироговска је имала своју прву аудицију за представу Cirque du Soleil у Санкт Петербургу. Није имала појма шта да покаже на аудицији, па је повела са собом неколико мимичара. Прошла је прву аудицију и, након чекања од осам месеци, позвана је и на другу у Монтреалу, Канада. Иако није још увек говорила енглески, прошла је и другу аудицију и након девет месеци чекања почеле су пробе за биоскопски тематски шоу Iris који је извођен у Долби театру у Холивуду, Калифорнија, од 2011. до 2013. године. Лик по имену Виолет, кога је Пироговска тумачила, носио је предену праксиноскопско-зоотропску сукњу која, како се сукња окретала, приказивала два боксера како се боре, а костим је био дизајниран од стране француског костимографа Филипа Гијотеља, и имитирао је ране анимационе уређаје. Пироговска је представу изводила заједно са колегама Џоном Гиклијем и Ериком Дејвисом.

## 
Године 2014. Пироговска је почела турнеју са Cirque du Soleil приказујући представу Kurios.
На питање новинара из Дејли Мејла 2014. године шта ће бити ако се унервози, док је турнеја трајала, она је одговорила:
Ако се осећам нервозно, онда ће се и публика осетити нервозном. Можда, понекад, када имамо познате људе у публици, као што је Џастин Тимберлејк. Ми помажемо једни другима, учимо једни од других. Пре придруживања трупи, нисам причала енглески. Учимо једни друге језике. Сваки нови град је “Здраво, здраво!”